# Turneul celor Șase Națiuni din 2021
Turneul celor Șase Națiuni din 2021 (cunoscut sub numele de Guiness Six Nations datorită sponsorului turneului, Guinness) a fost cea de a 22-a ediție a Turneului celor Șase Națiuni, campionatul anual de rugby din emisfera nordică.
La această ediție au participat campioana en-titre Anglia, Franța, Irlanda, Italia, Scoția și Țara Galilor. Incluzând competițiile inițiale Turneul Home Nations și Turneul celor Cinci Națiuni, aceasta a fost cea de a 127-a ediție a turneului, care a fost câștigată de Țara Galilor.

## Echipe participante
| Țara         | Stadion               | Stadion    | Stadion     | Antrenor        | Căpitan         |
| Țara         | Stadion propriu       | Capacitate | Oraș        | Antrenor        | Căpitan         |
| ------------ | --------------------- | ---------- | ----------- | --------------- | --------------- |
| Anglia       | Stadionul Twickenham  | 82.000     | Londra      | Eddie Jones     | Owen Farrell    |
| Franța       | Stade de France       | 81.338     | Saint-Denis | Fabien Galthié  | Charles Ollivon |
| Irlanda      | Aviva Stadium         | 51.700     | Dublin      | Andy Farrell    | Jonathan Sexton |
| Italia       | Stadio Olimpico       | 73.261     | Roma        | Franco Smith    | Luca Bigi       |
| Scoția       | Stadionul Murrayfield | 67.144     | Edinburgh   | Gregor Townsend | Stuart Hogg     |
| Țara Galilor | Millennium Stadium    | 74.500     | Cardiff     | Wayne Pivac     | Alun Wyn Jones  |

## Clasament
| Loc                                                                 | Echipa       | Jocuri | Jocuri   | Jocuri  | Jocuri     | Puncte | Puncte    | Puncte    | Eseuri | Puncte bonus | Puncte clasament |
| Loc                                                                 | Echipa       | Jucate | Victorii | Egaluri | Înfrângeri | Pentru | Împotrivă | Diferență | Eseuri | Puncte bonus | Puncte clasament |
| ------------------------------------------------------------------- | ------------ | ------ | -------- | ------- | ---------- | ------ | --------- | --------- | ------ | ------------ | ---------------- |
| 1                                                                   | Țara Galilor | 5      | 4        | 0       | 1          | 164    | 103       | +61       | 20     | 4            | 20               |
| 2                                                                   | Franța       | 5      | 3        | 0       | 2          | 140    | 103       | +37       | 18     | 4            | 16               |
| 3                                                                   | Irlanda      | 5      | 3        | 0       | 2          | 136    | 88        | +48       | 12     | 3            | 15               |
| 4                                                                   | Scoția       | 5      | 3        | 0       | 2          | 138    | 91        | +47       | 18     | 3            | 15               |
| 5                                                                   | Anglia       | 5      | 2        | 0       | 3          | 112    | 121       | -9        | 12     | 2            | 10               |
| 6                                                                   | Italia       | 5      | 0        | 0       | 5          | 55     | 239       | -184      | 6      | 0            | 0                |
| Sursa: Clasament Turneul celor 6 Națiuni (accesat 31 ianuarie 2021) |              |        |          |         |            |        |           |           |        |              |                  |

## Meciuri

### Etapa 1
| 6 februarie 2021 | Italia       | 10 – 50 | Franța  | Stadio Olimpico, Roma        |
| 6 februarie 2021 | Anglia       | 6 – 11  | Scoția  | Stadionul Twickenham, Londra |
| 6 februarie 2021 | Țara Galilor | 21 – 16 | Irlanda | Millennium Stadium, Cardiff  |

### Etapa a 2-a
| 13 februarie 2021 | Anglia  | 41 – 18 | Italia       | Stadionul Twickenham, Londra     |
| 13 februarie 2021 | Scoția  | 24 – 25 | Țara Galilor | Stadionul Murrayfield, Edinburgh |
| 13 februarie 2021 | Irlanda | 13 – 15 | Franța       | Aviva Stadium, Dublin            |

### Etapa a 3-a
| 27 februarie 2021 | Italia       | 10 – 48 | Irlanda | Stadio Olimpico, Roma       |
| 27 februarie 2021 | Țara Galilor | 40 – 24 | Anglia  | Millennium Stadium, Cardiff |
| 28 februarie 2021 | Franța       | 23 – 27 | Scoția  | Stade de France, Paris      |

### Etapa a 4-a
| 13 martie 2021 | Italia | 7 – 48  | Țara Galilor | Stadio Olimpico, Roma            |
| 13 martie 2021 | Anglia | 23 – 20 | Franța       | Stadionul Twickenham, Londra     |
| 14 martie 2021 | Scoția | 24 – 27 | Irlanda      | Stadionul Murrayfield, Edinburgh |

### Etapa a 5-a
| 20 martie 2021 | Scoția  | 52 – 10 | Italia       | Stadionul Murrayfield, Edinburgh |
| 20 martie 2021 | Irlanda | 32 – 18 | Anglia       | Aviva Stadium, Dublin            |
| 20 martie 2021 | Franța  | 32 – 30 | Țara Galilor | Stade de France, Paris           |